# Javorie (przełęcz)

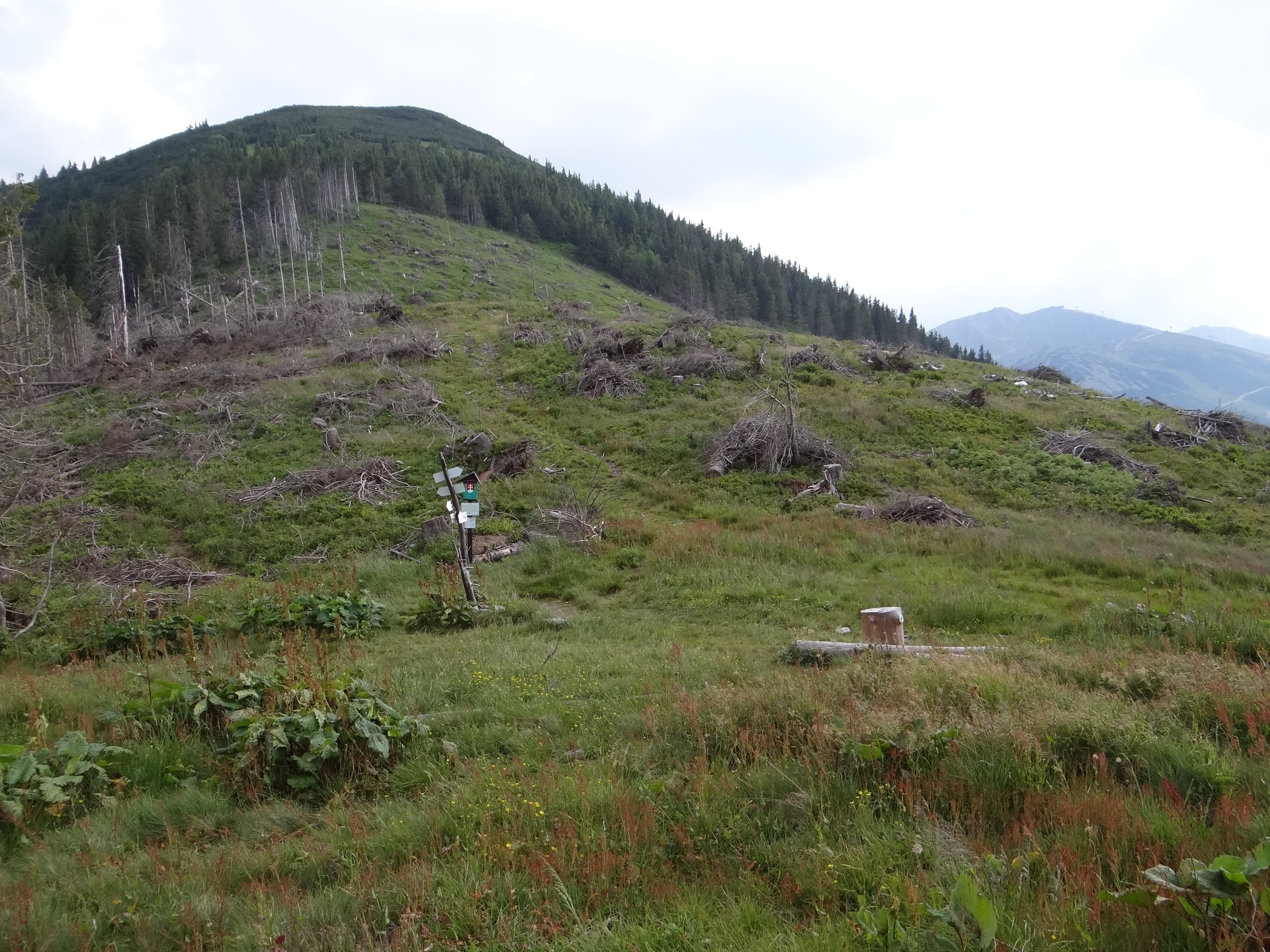
Przełęcz Javorie i Tanečnica

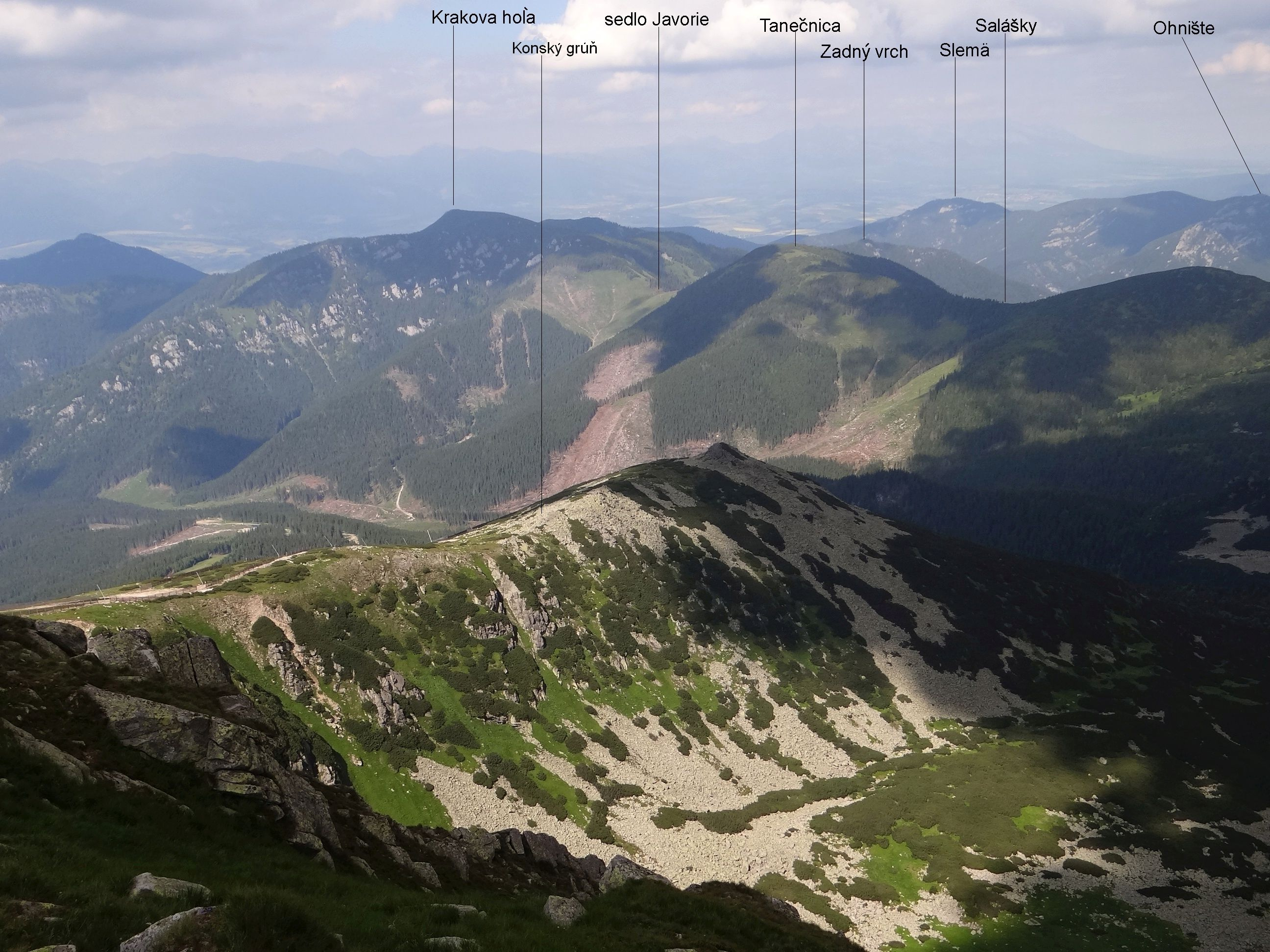
Widok z Chopoka na przełęcz Jaworie

Javorie (1487 m n.p.m.) – przełęcz w Niżnych Tatrach na Słowacji.

## Położenie
Przełęcz znajduje się w zachodniej części łańcucha Niżnych Tatr (tzw. Dziumbierskie Tatry). Leży w bocznym grzbiecie tych gór, odgałęziającym się od głównego grzbietu w Krúpovej Hali w kierunku północnym i kulminującym w masywie Krakovej hoľi (1752 m). Znajduje się pomiędzy wspomnianą Krakovą hoľą na północy i szczytem Tanečnicy (1681 m) na południu.

## Geologia i morfologia
Javorie ma formę kształtnego siodła, wcinającego się wyraźnie w dość wąski w tym miejscu grzbiet. Wyznacza ważną z punktu widzenia geologii tych gór granicę między krystalicznym (granitowym) jądrem tych gór (na południu) a wapienno-dolomitowymi formacjami na północy. Stoki przełęczy są strome. Ku zachodowi obniżają się bystro ku krótkiej dolince Podroh, będącej bocznym odgałęzieniem Szerokiej Doliny (górna partia Doliny Demianowskiej). Natomiast ku wschodowi opadają niewiele mniej stromo do dolinki Javorie, będącej odgałęzieniem Bystrej doliny (w systemie Doliny Jańskiej). Stoki przełęczy porastają lasy, od strony zachodniej w końcu pierwszej dekady XXI w. całkowicie wycięte, natomiast samo siodło pokrywa niewielka polana.

## Turystyka
Przełęcz od dawna stanowiła ważne połączenie między dolinami Bystrą i Szeroką, wykorzystywane w XVI-XVIII w. przez górników poszukujących rud metali pod głównym grzbietem Niżnych Tatr. Obecnie jest ważnym i ruchliwym węzłem znakowanych szlaków turystycznych. Z Szerokiej Doliny (z rozstajów zwanych Pod Krčahovom) na przełęcz i dalej w dół do Doliny Bystrej (do dawnej leśniczówki Pred Bystrou) biegną znaki czerwone. Natomiast wzdłuż grzbietu przez przełęcz biegną znaki żółte z masywu Krakovej hoľi na przełęcz Demänovské sedlo w głównym grzbiecie Niżnych Tatr.
Szlaki turystyczne
  Przełęcz Demianowska (Demänovské sedlo) – Prašivá – Tanečnica – Javorie – skrzyżowanie z niebieskim szlakiem na stokach szczytu Krakova hoľa, nim do Doliny Demianowskiej
  rozdroże Pod Krčahovom (Dolina Szeroka) – przełęcz Javorie – rozdroże Pred Bystrou (Dolina Bystra)